# Kukri
Kukri às vezes também soletrado khukri ou khukuri, é uma espada gurkha curva que pode ser usado como ferramenta, bem como uma arma branca para combate corpo-a-corpo. Em muitos casos ainda é a espada de serviço básico e tradicional do povo nepalês.
Arma ancestral dos nepaleses, de origem grega, foi uma (ou talvez a única) herança de Alexandre, o Grande. É considerada a extensão do braço de um Gurkha.

## Design
Muito eficiente quando usado como arma, é considerada uma arma simbólica para todos os regimentos Gurkhas espalhados pelo mundo e também do Exército Nepalês, simboliza a coragem e valentia do guerreiro no campo de batalha. É parte de rituais tradicionais entre os diferentes grupos étnicos do Nepal. É também uma parte do armamento regimentais e heráldica do The Royal Gurkha Rifles.
Também é amplamente utilizado na região Kumaon de Uttarakhand, estado da Índia, onde é chamado kaanta ou dafya (em Kumaoni).
O kukri é projetado principalmente para cortar, mas também pode ser usada para apunhalar. A forma varia muito desde altamente curvada com espinhos angulares ou lisa. Existem também grandes variações em termos de dimensões e espessura da lâmina, dependendo de tarefas a que se destinam e Kami/variações regionais. Em geral as espinhas podem variar de 5-10mm pela alça, e pode diminuir para 2 milímetros na ponta, o comprimento de lâmina pode variar de 26–38 cm, para uso geral.
Um dos fatores que afetam o peso de uma kukri e o equilíbrio é a construção da lâmina, geralmente feita de de aço forjado.

## Manufatura
Lâminas kukris geralmente têm um entalhe (chamado de kauda, kaudi, kaura ou cho) na base da lâmina. Várias razões são dadas para isso, prático e cerimonial: que faz o sangue ou a seiva deixar a lâmina em vez de correr para o punho e penetrar na empunhadura, comprometendo a ação.
Os cabos são na maioria das vezes feito de madeira ou chifres de búfalo, mas o marfim, osso e metal também são utilizados. A maioria dos cabos de metal e cantoneiras são feitos geralmente de bronze ou aço.
A bainha de uma faca kukri, habitualmente de madeira revestida em couro, comporta – na parte traseira – duas (ou eventualmente mais) outras pequeninas facas, normalmente usadas para tarefas diárias, onde lâminas de maior tamanho não seriam adequadas. Eventualmente, em exemplares mais antigos, no mesmo compartimento encontra-se também uma pederneira, que é usada para, no atrito com pedras ou a própria faca, produzir fagulhas e assim gerar fogo.

## História militar

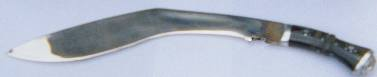
Lendária faca Kukri

A faca kukri foi no passado o principal instrumento pelo qual essas tropas adquiriram uma aura de terror: esses soldados as utilizavam para, aproximando-se silenciosamente de seus inimigos, deceparem-lhes a veia jugular, causando morte quase imediata; em combate aproximado, a kukri normalmente era empunhada com a ponta para cima, possibilitando, assim, aplicar terríveis (e, na maioria das vezes, mortais) golpes nos inimigos.
A kukri não se trata, de modo algum, de uma faca para ser lançada; ela é reservada para combate corpo-a-corpo. A curta distância, o kukri pode ser manejado com mais facilidade que a baioneta dos fuzis, além de provocar ferimentos mais graves. Desde que foram incorporados ao Exército britânico, os Gurkhas levam o kukri numa bainha presa ao cinto, junto aos outros itens do equipamento comum. Nessa posição, a faca pode ser puxada com rapidez.
Lendas se formaram em torno das campanhas Gurkas, uma delas é seu grito de guerra, que segundo a lenda causa pavor nos inimigos: "Jai Mahakali, Ayo Gorkhali" (lit. "Glória à deusa da guerra, aqui vão os gurkhas!").